# Valentine - The Dark Avenger
Valentine - The Dark Avenger (Valentine) è un film del 2017 diretto da Agus Hermansyah Mawardy.
Basato sull'omonimo fumetto pubblicato in Indonesia dalla Skylar Comics.

## Trama
In una festa del jet set su un grattacielo, in cui molti dei presenti stanno consumando droghe, irrompe un criminale mascherato, con un gruppo di complici vestite in maniera bizzarra. L'uomo mascherato prima stordisce con pugno un partecipante, poi lo porta davanti alla villa di suo padre, costringendo quest'ultimo ad assistere all'esecuzione del figlio.
Srimaya, giovane che lavora come cameriera, mentre è a cena con sua madre e suo fratello Umbra, funzionario di polizia, viene rimproverata dalla madre per la sua mancanza di ambizioni. La ragazza confida al fratello di sentirsi spaesata da quando è morto il loro padre e gli dice che spera ancora di ritagliarsi una carriera come attrice.
Davanti ai cadaveri delle vittime di una rapina in una galleria d'arte di Batavia City, il commissario Syamsul ammette che il corpo di polizia è impotente di fronte alla montante ondata di criminalità. Appare poi sugli schermi il criminale mascherato, che si definisce come "Shadow", e si appella alla popolazione affinché si rivolga a lui, anziché alla polizia, per avere protezione.
Il regista Paul, che desidera girare un film sulla supereroina Valentine, ritiene che il personaggio possa essere d'ispirazione ai giovani perché seguano degli ideali anziché le sirene dei soldi facili e della criminalità; contatta allora il costumista Wawan perché lo aiuti a trovare una ragazza di bell'aspetto che sia esperta di arti marziali, ma tra i suoi contatti non c'è nessuna che abbia entrambi i requisiti. Paul, mentre è nel locale dove lavora Srimaya, nota però la reazione della ragazza, che pratica il silat, a un tentativo di molestie e decide d'ingaggiarla. Per creare interesse attorno al personaggio cercano di sventare un piccolo crimine: si fermano in un minimarket dov'è in corso una rapina e Srimaya, mascherata da Valentine, stende a terra i malviventi. I notiziari televisivi parlano delle imprese di Valentine, così Srimaya prosegue il suo addestramento con l'aiuto di Paul e Wawan, compiendo nuove azioni di contrasto alla criminalità che continuano a far notizia.
Quando Srimaya scopre che la madre ha messo in vendita la loro casa, l'affronta con violenza. Umbra cerca di farle capire le motivazioni, dato che nella casa è stato ucciso il loro padre, ma la giovane ribatte che rinunciare alla casa significa rinunciare anche ai ricordi belli della loro famiglia. Quando rivede Paul e Wawan, dice loro di essere impaziente di cominciare le riprese.
Intanto, Shadow e la sua banda progettano un grande colpo alla banca nazionale. Prendono in ostaggio i dipendenti, ad alcuni dei quali mettono dei giubbotti esplosivi, e Shadow chiede la copertura mediatica di Sally, una giornalista del Canale 11, e lo scioglimento del corpo di polizia. Quest'ultimo punto viene però ritenuto inammissibile. Allo scadere dell'ultimatum, però, ad esplodere non sono i giubbotti addosso agli ostaggi ma le automobili parcheggiate fuori dalla banca. Dopo che Shadow e le sue complici hanno neutralizzato le forze speciali entrate nella banca, riuscendo ad andarsene, Paul decide di far entrare in scena Valentine. Col suo furgone insegue i fuggitivi, braccati anche dalla polizia, e si affianca a loro. Srimaya lotta con due delle complici di Shadow ma queste riescono a liberarsi di lei e far perdere le proprie tracce. Tornati a casa di Paul, Srimaya dice a quest'ultimo che l'ha voluta spingere troppo oltre, e gli comunica che intende troncare la loro collaborazione. Wawan le racconta allora che un anno prima Paul ha avuto un incidente stradale a causa di ladri che fuggivano dalla polizia, nel quale egli ha perso una gamba, e sua moglie e sua figlia sono morte.
Shadow provoca poi un'evasione di massa dal penitenziario cittadino. Paul, mentre per strada cerca di liberare una bambina presa in ostaggio da due criminali, viene colpito mortalmente al petto da un colpo di pistola. Srimaya torna allora sulla sua decisione e lo comunica a Wawan, che ha approntato per lei una motocicletta personalizzata e un nuovo costume potenziato.
Mentre la polizia si prepara all'arrivo di un principe che parteciperà a una conferenza sull'ambiente, l'agente Lukman riceve una chiavetta USB che contiene le prove di un vasto giro di corruzione nelle forze dell'ordine. Durante l'allocuzione del principe in un grande auditorium, compare inaspettatamente Shadow, che minaccia di far saltare in aria l'edificio se non gli sarà consegnato il commissario Syamsul; frattanto prende in ostaggio il principe e la telecronista Sally. Mentre l'edificio viene evacuato, Srimaya/Valentine affronta di nuovo le complici di Shadow, e stavolta riesce ad averne ragione. Raggiunge poi Shadow, in attesa all'eliporto, e si batte con lui. In un momento di stasi, questi si toglie la maschera, e rivela la propria identità come quella di Umbra, il fratello di Sriyama. Giunge allora Lukman, che lo esorta a deporre le armi e gli offre di fargli avere giustizia grazie alle prove di cui è in possesso. Umbra propone a Syamsul di consegnarsi in cambio della libertà del principe, e gli chiede di confessare le sue colpe. In quel momento Syamsul ammette di aver ucciso Bumantara, il padre di Srimaya e Umbra, dopo che questi aveva scoperto che aveva venduto delle prove confiscate. Un complice di Umbra giustizia Syamsul con un colpo alla testa e Umbra, presagendo il proprio destino, affida la madre a Srimaya un attimo prima di essere ucciso da un cecchino della polizia.
Lukman viene promosso a ispettore e Srimaya continua il suo operato come vigilante a Batavia City.

## Distribuzione
Il film uscì in patria il 27 novembre 2017.
In Italia è stato distribuito per lo streaming da Amazon Prime Video.